# Pachycephala flavifrons
Pachycephala flavifrons là một loài chim trong họ Pachycephalidae.